# Euphorbia fianarantsoae
Euphorbia fianarantsoae ist eine Pflanzenart aus der Gattung Wolfsmilch (Euphorbia) in der Familie der Wolfsmilchgewächse (Euphorbiaceae).

## Beschreibung
Die sukkulente Euphorbia fianarantsoae bildet Sträucher bis 50 Zentimeter Höhe aus. Durch dichte Verzweigungen aus der Basis heraus können Büsche bis ein Meter Durchmesser entstehen. Die einfachen Triebe werden etwa 15 Millimeter dick und haben an den Spitzen dicht stehende Blätter. Diese werden bis 30 Millimeter lang und 11 Millimeter breit. Sie sind grün gefärbt mit einem roten Rand und werden später leuchtend rot. Es werden 5 bis 15 Millimeter lange Nebenblattdornen ausgebildet, die in acht ungleichmäßigen Reihen stehen.

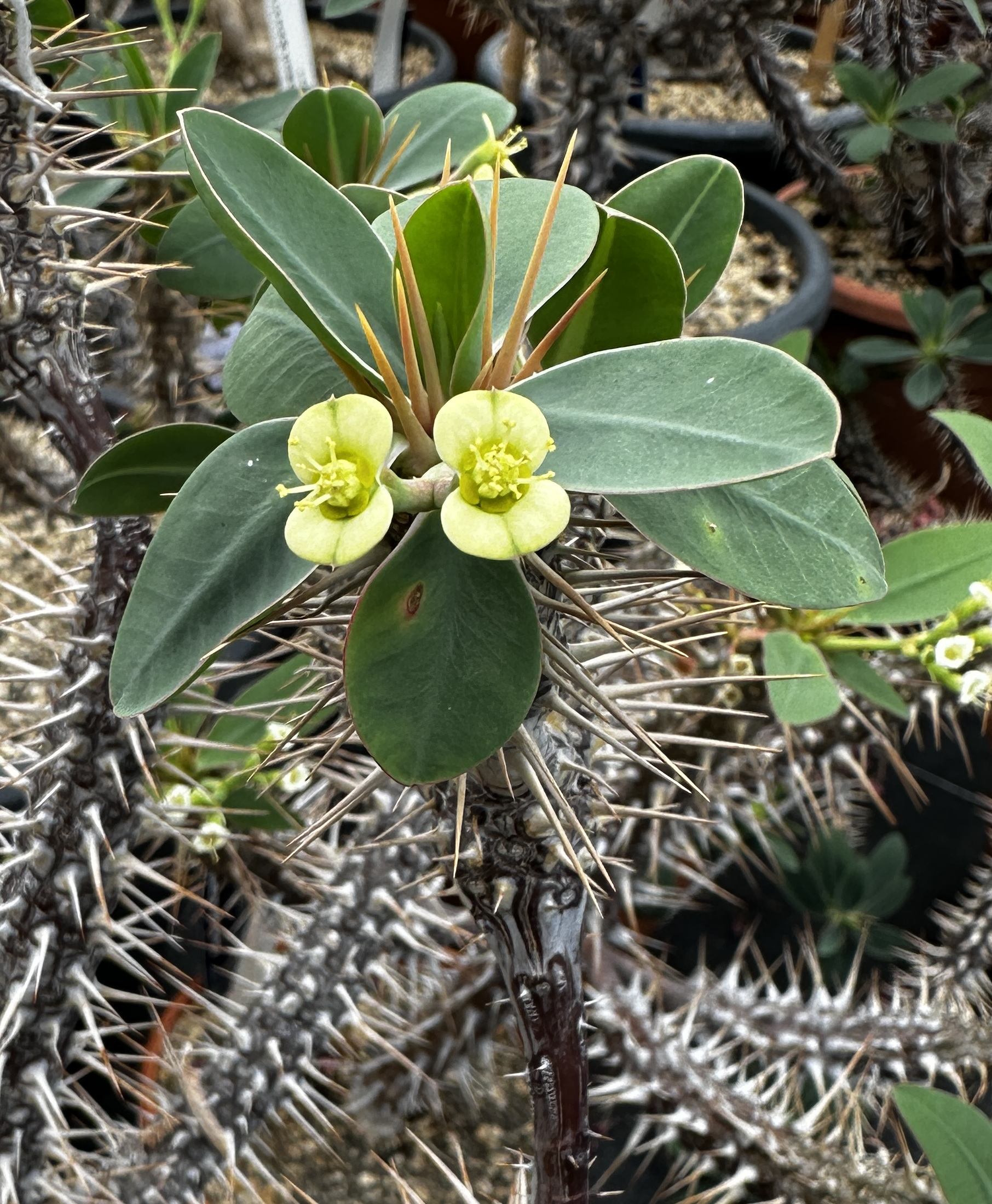
Blühende Pflanze in Kultur

Der Blütenstand besteht aus ein- bis zweifach gegabelten Cymen, die sich an 5 Millimeter langen Stielen befinden. Die ausgebreiteten und gerundeten Cyathophyllen werden bis 11 Millimeter lang und 7 Millimeter breit. Sie sind gelb gefärbt und verfärben sich später nach rot. Die Cyathien erreichen 5 Millimeter im Durchmesser und die eiförmigen Nektardrüsen sind gelb gefärbt. Der Fruchtknoten ist sitzend. Über die Früchte und Samen ist nichts bekannt.

## Verbreitung und Systematik
Euphorbia fianarantsoae ist endemisch in der Mitte und im Osten von Madagaskar, in der ehemaligen Provinz Fianarantsoa, verbreitet.
Die Art steht auf der Roten Liste der IUCN und gilt als gefährdet (Vulnerable).
Die Erstbeschreibung der Art erfolgte 1955 durch Eugène Ursch und Jacques Désiré Leandri. Bei der Art könnte es sich um eine Varietät von Euphorbia milii handeln. Sie ist der Euphorbia ankazobensis ähnlich.